# Frederick Hedges
Frederick Charles Hedges, född 4 oktober 1903 i Toronto, död 10 december 1989 i Toronto, var en kanadensisk roddare.
Hedges blev olympisk bronsmedaljör i åtta med styrman vid sommarspelen 1928 i Amsterdam.